# The Boulevard
The Boulevard – wieloużytkowy stadion położony w Kingston upon Hull w Anglii.

## Historia
Początkowo stadion używany był przez klub rugby, Hull FC. W roku 1904 drużyna piłkarska, Hull City podpisała trzyletnią umowę, na mocy której mogło używać obiektu tylko wtedy gdy jej spotkania nie kolidowały z meczami rugbystów, płacąc za to 100 funtów rocznie. Problemy powodowanej przez Związek Rugby doprowadziło do tego, że stadion został zamknięty. Odwołano z tego powodu spotkanie Pucharu Anglii, zostało ono rozegrane w innym dniu na Anlaby Road Cricket Circle. Wydarzenia te spowodowały, że zarząd klubu zaczął szukać innego obiektu.
Główne wejście na stadion znajduje się na Airlie Street, od nazwy ulicy wziął się przydomek Hull Airlie Birds. Na stadionie znajdowały się trzy trybuny. Najzagorzalsi kibice zasiadali na Threepenny. Trybuna ta nazwę wzięła od tego, że wstęp na nią kosztował trzy pensy.
David Lloyd na początku lat 90. zasugerował aby wybudować stadion, na którym mogliby występować zarówno piłkarze jak i rugbyści. Miał on zostać wybudowany w dzielnicy Kingswood. Po jego otwarciu w grudniu 2002 roku, The Boulevard nie spełniło wymogów niezbędnych do rozgrywania spotkań.
25 października 2007 roku obiekt został ponownie otwarty, aby odbywały się w nim wyścigi chartów. Odbyło się na nim osiem wyścigów. Obiekt ten jest także używany przez drużyny rugby z niższych lig. Został zburzony w 2010. Jego właścicielem były władze miejskie Hull.